# Lauve/Viksjord
Lauve/Viksjord is een plaats in de Noorse gemeente Larvik, provincie Vestfold. Lauve/Viksjord telt 1566 inwoners (2007) en heeft een oppervlakte van 1,73 km².